# أنوشكا شيتي
سويتي شيتي (بالكنادية: ಅನುಷ್ಕಾ ಶೆಟ್ಟಿ)‏ إسمها الفني أنوشكا شيتي هي ممثلة وعارضة أزياء هندية ولدت في (7 نوفمبر 1981-) بمانغلور، كارناتاكا بالهند، لعبت عدة أدوار في أفلام عديدة في جنوب الهند، أهمها أفلام تاميل والتيلوغو، وحصلت على عدة جوائز مما جعل منها رمزا معروفا عالميا.

## المسيرة الفنية
بدأت أنوشكا مسيرتها الفنية سنة 2005 في فيلم (Super) ضمن سينما التيلوغو، ثم بعدها عملت مع الممثل المعروف (رافي تيجا) في فيلم الأكشن (فيكرام راتود I.P.S) الذي نال استحسان الجمهور، واستمرت الممثلة في النجاحات بأعداد كبيرة من الأفلام، وفي 2010 لعب أنوشكا دور البطولة في فيلم سينغام رفقة الممثل سوريا، ثم اشتغلت معه في سينغام II في 2013 و سينغام 3 في 2017 الذي تلقى نجاحا باهرا.

## وصلات خارجية
- أنوشكا شيتي على موقع IMDb (الإنجليزية)
- أنوشكا شيتي على موقع ألو سيني (الفرنسية)
- أنوشكا شيتي على موقع أول موفي (الإنجليزية)
- أنوشكا شيتي على موقع قاعدة بيانات الفيلم (الإنجليزية)
- أنوشكا شيتي على موقع كينوبويسك (الروسية)